# Xızı rayonu
Xızı rayonu (svensk transkribering: Chychy rajonu), är ett distrikt i Azerbajdzjan. Distriktshuvudort är Xızı. Det ligger i den östra delen av landet, 70 km nordväst om huvudstaden Baku. Antalet invånare är 13 822. Arean är 1 850 kvadratkilometer.
Terrängen i Xızı rayonu är kuperad åt sydost, men åt nordväst är den bergig.
Följande samhällen finns i Xızı rayonu:
- Kilyazi
- Şuraabad
- Sitalçay
- Altıağac
- Xızı
- Tıxlı
- Bakhshyly
- Akdere
- Yaşma

Omgivningarna runt Xızı rayonu är i huvudsak ett öppet busklandskap. Runt Xızı Rayonu är det ganska glesbefolkat, med 26 invånare per kvadratkilometer.